# 孔毓雲
孔毓雲，清朝政治人物。福建上杭縣人。
孔毓雲為進士出身。乾隆二十八年（1763年）二月，出任湖南永順府龍山縣知縣。